# Záhoří, Tábor
Záhoří là một làng thuộc huyện Tábor, vùng Jihočeský, Cộng hòa Séc.